# Organizacja Wojskowa Młodzieży Kaszubskiej
Organizacja Wojskowa Młodzieży Kaszubskiej; inna nazwa: Młodzieżowa Organizacja Wojskowa na Kaszubach – polska młodzieżowa organizacja konspiracyjna, działająca od końca 1939 r. do przełomu 1941/1942 r. na Kaszubach.
Utworzona została 8 lub 11 grudnia 1939 r. w Kościerzynie z inicjatywy Brunona Richerta, działacza harcerskiego i narodowego. Ideowe przywództwo sprawował ksiądz ppłk. Józef Wrycza ps. "Rawycz". Organizacja nie posiadała zwartej struktury; luźna siatka obejmowała jedynie komórki w Kościerzynie, Karsinie, Konarzynach, Lipuszu, Osowie i Wielu. W lasach w pobliżu tych miejscowości znajdowało się ok. 30 schronów podziemnych, stanowiących schronienie dla członków organizacji.
Ogółem liczyła ona w II poł. 1940 r. ok. 600 ludzi. Prowadziła głównie działalność cywilną, jak samoobrona (zaopatrywanie i chronienie spalonych członków), propaganda (wydawano "Biuletyn Informacyjny" na podstawie nasłuchu radiowego i "Gazetę Kaszubską" w Wielu), podtrzymywanie polskiego życia religijnego poprzez organizowanie kameralnych uroczystości patriotyczno-religijnych. Prawdopodobnie dokonywano drobnych akcji odwetowych, m.in. napadu na Niemca Bonescha w Wielu.
W czerwcu 1941 r. miały miejsce pierwsze aresztowania w wyniku dekonspiracji. Przywódca organizacji, B. Richert zdołał przedostać się na obszar Generalnego Gubernatorstwa. Jego następcą został Stanisław Pruszak, kierując organizacją z leśnej ziemianki koło Osowy. Ostatecznie organizacja zaprzestała działalności zimą 1941/1942 r. wskutek obaw przed kolejnymi aresztowaniami. Ocaleli członkowie przeszli do Tajnej Organizacji Wojskowej "Gryf Pomorski" i Polskiej Armii Powstania.